# Maziar Bahari
Maziar Bahari (in persiano: مازیار بهاری; Teheran, 25 maggio 1967) è un giornalista, regista e attivista iraniano, noto per essere stato incarcerato e torturato dal governo iraniano per 118 giorni a causa delle contestazioni sulla rielezione di Mahmud Ahmadinejad alle elezioni presidenziali in Iran del 2009. Su questa esperienza ha scritto il libro Then they came for me, pubblicato da Random House nel 2011.

## Biografia e carriera
Bahari è nato in Iran, da una famiglia musulmana. Il padre era un dissidente politico, imprigionato negli anni 50 dal regime di Mohammad Reza Pahlavi. La sorella maggiore Maryam subì tortura durante il governo di Khomeini e in seguito morì di leucemia. Nel 1988 Bahari si trasferisce in Canada, dove si laurea nel 1993 presso l'Università Concordia di Montréal in Scienze della Comunicazione. Dopo gli studi inizia a girare dei film dal contenuto socio-politico. Con The Voyage of the Saint Louis, Bahari diventa il primo musulmano della storia ad aver girato un film sull'Olocausto. Nel 1997 Bahari inizia a lavorare per i media ed emittenti televisive internazionali quali BBC, Channel 4, HBO, Discovery, Canal+ e NHK. In qualità di reporter viene inviato molte volte in Iran. Nel 2009, a Teheran, Bahari è arrestato e detenuto nella prigione di Elvin con l'accusa di spionaggio. La notizia del suo arresto si diffonde in tutto il mondo e il regime di Ahmadinejad viene messo sotto processo dalla stampa. Rilasciato dopo 118 giorni, Bahari lascia per sempre l'Iran e diventa padre di una bambina a cui dà il nome Marianna. Nel 2011 la Random House pubblica il suo libro di memorie Then They Came for Me, da cui è stato tratto il film Rosewater nel 2014 diretto da Jon Stewart. Oggi Bahari vive a Londra con la figlia e la moglie Paola Gourley. Continua a scrivere e a girare documentari per i media internazionali.

## La prigionia
Nel 2009 Bahari lavora come reporter di Newsweek. Durante le proteste che seguono le elezioni presidenziali, il giornalista sostiene Mir-Hosein Musavi, oppositore politico del presidente in carica Mahmud Ahmadinejad. La mattina del 21 giugno 2009 quattro poliziotti si presentano a casa della madre di Bahari, a Teheran. Dopo una perquisizione, i poliziotti trasportano Maziar nella prigione di Elvin. In carcere, Bahari trascorre la maggior parte del tempo bendato senza avere la possibilità di vedere il suo accusatore e torturatore a cui dà il nome "Signor Acqua di Rose" per via del profumo che porta addosso. Durante le lunghe sedute di interrogatorio Bahari è accusato di promuovere una rivoluzione colorata e di essere una spia per la CIA, per Mossad e per Newsweek. Subisce violenze fisiche (pugni e cinghiate alla testa) e psicologiche (frequenti comunicazioni che l'indomani sarebbe stato ucciso, o condannato ad anni di carcere). Nella speranza di poter evitare la condanna con una confessione, Bahari ammette falsamente di essere una spia. In diretta televisiva su Press TV, Bahari annuncia di essere un giornalista occidentale mandato in Iran per spiare il regime e istigare dimostrazioni illegali a danno del presidente Ahmadinejad. Durante la sua detenzione la fidanzata Paola Gourley attiva una campagna di sensibilizzazione. Hillary Clinton rende pubblico il caso Bahari e inizia a fare pressioni al governo iraniano affinché il giornalista venga rilasciato. Anche il primo ministro italiano Silvio Berlusconi lancia un appello. A Bahari concedono una telefonata alla fidanzata per convincerla a far tacere la stampa e le istituzioni ma il tentativo risulta inutile. Il 17 ottobre 2009, dopo 118 giorni di prigionia, il governo iraniano contratta il suo rilascio per 300.000 dollari e Bahari torna libero.

## Filmografia parziale
- Mohammad and the Matchmaker – documentario sul tema dell'HIV in Iran (1994)
- The Voyage of the St. Louis – documentario sull'Olocausto (1995)
- Paint! No Matter What – biopic sul pittore iraniano Khosrow Hassanzadeh (1999)
- Of Shames and Coffins – documentario sull'AIDS in Sudafrica (2001)
- Football beh sabk-e Irani  – documentario sulla passione per il calcio in Iran (2001)
- And Along Came a Spider – biopic sul serial killer iraniano Saeed Hanaei (2003)
- Targets: Reporters in Iraq – documentario sul disturbo post traumatico da stress dei giornalisti in Iran (2005)
- Greetings from Sadr City – documentario sulla vita a Baghdad durante la guerra (2007)
- Cult of the Chameleon – documentario sul Mojahedin del Popolo Iraniano (2007)[8]
- Online Ayatollah – intervista all'Ayatollah Sanei (2008)
- The Fall of a Shah – documentario sulla storia della Rivoluzione iraniana (2009)
- An Iranian Odyssey – documentario su Mohammad Mossadeq e l'Operazione Ajax in Iran (2010)
- Forced Confessions – documentario sulle false confessioni dei giornalisti in Iran (2012)[9]
- To Light a Candle – documentario sulle persecuzioni contro i fedeli Bahá'í in Iran (2014)[10]